# 羅傑米爾斯縣 (奧克拉荷馬州)
羅傑米爾斯县（英語：Roger Mills County）是美國奧克拉荷馬州西部的一個縣，西鄰德克薩斯州。面積2,969平方公里。根據美國2000年人口普查，共有人口3,436人。縣治夏延 (Cheyenne)。
成立於1892年，原名F縣，同年11月8日改為現名。縣名紀念代表德克薩斯州的聯邦眾議員、聯邦參議員羅傑·Q·米爾斯 （Roger Quarles Mills）。